# Ганицький Гнат Денисович
Гнат Дени́сович Гани́цький (пол. Hanicki Ignacy), (1852 село Чемериси-Волоські Подільської губернії, нині Журавлівка Барського району Вінницької області — ?) — український віолончеліст, композитор, педагог.

## Біографія
Гнат Денисович Ганицький народився 1852 року в селі Чемериси-Волоські Подільської губернії, нині Журавлівка Барського району Вінницької області у дрібномаєтковій сім'ї поміщиків Ганицьких, власників села Чемериси Волоські.
Закінчив Петербурзьку консерваторію.
1898 року разом із братом Тадеєм Ганицьким заснував у Лодзі музичну школу. Викладав у цій школі.
1902 р. брати Ганицькі повернулися на Поділля, продали Чемериси і за виручені гроші відкрили 2 музичні школи: Ігнацій — у Барі, Тадеуш — у Кам'янці.
Автор симфонічних, фортепіанних, хорових творів, солоспівів, віолончельних транскрипцій.